# Équipe de république démocratique du Congo des moins de 20 ans de football
Ne doit pas être confondu avec Équipe du Congo des moins de 20 ans de football.
Cet article traite de l'équipe masculine. Pour l'équipe féminine, voir Équipe de république démocratique du Congo féminine des moins de 20 ans de football.
Maillots
La sélection de football des moins de 20 ans de la RD Congo, avant connue sous le nom de la sélection de football des moins de 20 ans du Zaïre, est l'équipe qui représente le pays en Coupe du monde des moins de 20 ans et dans la CAN des moins de 20 ans, sous l'égide de la Fédération congolaise de football association,,,,.

## Histoire
En 2024, l’équipe de la République Démocratique du Congo remporte son premier trophée, celui de l’unnifac 2024, se qualifiant pour la Coupe d’Afrique des nations pour la troisième fois.

## Participations

### Mondial U-20
| Coupe du monde des nations U-20 | Coupe du monde des nations U-20 | Coupe du monde des nations U-20 | Coupe du monde des nations U-20 | Coupe du monde des nations U-20 | Coupe du monde des nations U-20 | Coupe du monde des nations U-20 | Coupe du monde des nations U-20 |
| Année                           | Résultat                        | J                               | G                               | N                               | P                               | BP                              | BE                              |
| ------------------------------- | ------------------------------- | ------------------------------- | ------------------------------- | ------------------------------- | ------------------------------- | ------------------------------- | ------------------------------- |
| 1977                            | Non qualifiée                   | Non qualifiée                   | Non qualifiée                   | Non qualifiée                   | Non qualifiée                   | Non qualifiée                   | Non qualifiée                   |
| 1979                            | Non qualifiée                   | Non qualifiée                   | Non qualifiée                   | Non qualifiée                   | Non qualifiée                   | Non qualifiée                   | Non qualifiée                   |
| 1981                            | Non qualifiée                   | Non qualifiée                   | Non qualifiée                   | Non qualifiée                   | Non qualifiée                   | Non qualifiée                   | Non qualifiée                   |
| 1983                            | Non qualifiée                   | Non qualifiée                   | Non qualifiée                   | Non qualifiée                   | Non qualifiée                   | Non qualifiée                   | Non qualifiée                   |
| 1985                            | Non qualifiée                   | Non qualifiée                   | Non qualifiée                   | Non qualifiée                   | Non qualifiée                   | Non qualifiée                   | Non qualifiée                   |
| 1987                            | Non qualifiée                   | Non qualifiée                   | Non qualifiée                   | Non qualifiée                   | Non qualifiée                   | Non qualifiée                   | Non qualifiée                   |
| 1989                            | Non qualifiée                   | Non qualifiée                   | Non qualifiée                   | Non qualifiée                   | Non qualifiée                   | Non qualifiée                   | Non qualifiée                   |
| 1991                            | Non qualifiée                   | Non qualifiée                   | Non qualifiée                   | Non qualifiée                   | Non qualifiée                   | Non qualifiée                   | Non qualifiée                   |
| 1993                            | Non qualifiée                   | Non qualifiée                   | Non qualifiée                   | Non qualifiée                   | Non qualifiée                   | Non qualifiée                   | Non qualifiée                   |
| 1995                            | Non qualifiée                   | Non qualifiée                   | Non qualifiée                   | Non qualifiée                   | Non qualifiée                   | Non qualifiée                   | Non qualifiée                   |
| 1997                            | Non qualifiée                   | Non qualifiée                   | Non qualifiée                   | Non qualifiée                   | Non qualifiée                   | Non qualifiée                   | Non qualifiée                   |
| 1999                            | Non qualifiée                   | Non qualifiée                   | Non qualifiée                   | Non qualifiée                   | Non qualifiée                   | Non qualifiée                   | Non qualifiée                   |
| 2001                            | Non qualifiée                   | Non qualifiée                   | Non qualifiée                   | Non qualifiée                   | Non qualifiée                   | Non qualifiée                   | Non qualifiée                   |
| 2003                            | Non qualifiée                   | Non qualifiée                   | Non qualifiée                   | Non qualifiée                   | Non qualifiée                   | Non qualifiée                   | Non qualifiée                   |
| 2005                            | Non qualifiée                   | Non qualifiée                   | Non qualifiée                   | Non qualifiée                   | Non qualifiée                   | Non qualifiée                   | Non qualifiée                   |
| 2007                            | Non qualifiée                   | Non qualifiée                   | Non qualifiée                   | Non qualifiée                   | Non qualifiée                   | Non qualifiée                   | Non qualifiée                   |
| 2009                            | Non qualifiée                   | Non qualifiée                   | Non qualifiée                   | Non qualifiée                   | Non qualifiée                   | Non qualifiée                   | Non qualifiée                   |
| 2011                            | Non qualifiée                   | Non qualifiée                   | Non qualifiée                   | Non qualifiée                   | Non qualifiée                   | Non qualifiée                   | Non qualifiée                   |
| 2013                            | Non qualifiée                   | Non qualifiée                   | Non qualifiée                   | Non qualifiée                   | Non qualifiée                   | Non qualifiée                   | Non qualifiée                   |
| 2015                            | Non qualifiée                   | Non qualifiée                   | Non qualifiée                   | Non qualifiée                   | Non qualifiée                   | Non qualifiée                   | Non qualifiée                   |
| 2017                            | Non qualifiée                   | Non qualifiée                   | Non qualifiée                   | Non qualifiée                   | Non qualifiée                   | Non qualifiée                   | Non qualifiée                   |
| 2019                            | Non qualifiée                   | Non qualifiée                   | Non qualifiée                   | Non qualifiée                   | Non qualifiée                   | Non qualifiée                   | Non qualifiée                   |
| 2021                            | Non qualifiée                   | Non qualifiée                   | Non qualifiée                   | Non qualifiée                   | Non qualifiée                   | Non qualifiée                   | Non qualifiée                   |
| 2023                            | Non qualifiée                   | Non qualifiée                   | Non qualifiée                   | Non qualifiée                   | Non qualifiée                   | Non qualifiée                   | Non qualifiée                   |
| 2025                            | Non qualifiée                   | Non qualifiée                   | Non qualifiée                   | Non qualifiée                   | Non qualifiée                   | Non qualifiée                   | Non qualifiée                   |
| Total                           | 0/22                            | 0                               | 0                               | 0                               | 0                               | 0                               | 0                               |

### Coupe d'Afrique des nations junior
| Coupe d'Afrique des nations U-20 | Coupe d'Afrique des nations U-20 | Coupe d'Afrique des nations U-20 | Coupe d'Afrique des nations U-20 | Coupe d'Afrique des nations U-20 | Coupe d'Afrique des nations U-20 | Coupe d'Afrique des nations U-20 | Coupe d'Afrique des nations U-20 |
| Année                            | Résultat                         | J                                | G                                | N                                | P                                | BP                               | BE                               |
| -------------------------------- | -------------------------------- | -------------------------------- | -------------------------------- | -------------------------------- | -------------------------------- | -------------------------------- | -------------------------------- |
| 1979                             | Pas participée                   | Pas participée                   | Pas participée                   | Pas participée                   | Pas participée                   | Pas participée                   | Pas participée                   |
| 1981                             | Pas participée                   | Pas participée                   | Pas participée                   | Pas participée                   | Pas participée                   | Pas participée                   | Pas participée                   |
| 1983                             | Pas participée                   | Pas participée                   | Pas participée                   | Pas participée                   | Pas participée                   | Pas participée                   | Pas participée                   |
| 1985                             | Pas participée                   | Pas participée                   | Pas participée                   | Pas participée                   | Pas participée                   | Pas participée                   | Pas participée                   |
| 1987                             | Pas participée                   | Pas participée                   | Pas participée                   | Pas participée                   | Pas participée                   | Pas participée                   | Pas participée                   |
| 1989                             | Premier tour                     | 4                                | 1                                | 2                                | 1                                | 6                                | 5                                |
| 1991                             | Pas participée                   | Pas participée                   | Pas participée                   | Pas participée                   | Pas participée                   | Pas participée                   | Pas participée                   |
| 1993                             | Pas participée                   | Pas participée                   | Pas participée                   | Pas participée                   | Pas participée                   | Pas participée                   | Pas participée                   |
| 1995                             | Abandonne la compétition         | Abandonne la compétition         | Abandonne la compétition         | Abandonne la compétition         | Abandonne la compétition         | Abandonne la compétition         | Abandonne la compétition         |
| 1997                             | Pas participée                   | Pas participée                   | Pas participée                   | Pas participée                   | Pas participée                   | Pas participée                   | Pas participée                   |
| 1999                             | Pas participée                   | Pas participée                   | Pas participée                   | Pas participée                   | Pas participée                   | Pas participée                   | Pas participée                   |
| 2001                             | Pas participée                   | Pas participée                   | Pas participée                   | Pas participée                   | Pas participée                   | Pas participée                   | Pas participée                   |
| 2003                             | Pas participée                   | Pas participée                   | Pas participée                   | Pas participée                   | Pas participée                   | Pas participée                   | Pas participée                   |
| 2005                             | Pas participée                   | Pas participée                   | Pas participée                   | Pas participée                   | Pas participée                   | Pas participée                   | Pas participée                   |
| 2007                             | Non qualifiée                    | Non qualifiée                    | Non qualifiée                    | Non qualifiée                    | Non qualifiée                    | Non qualifiée                    | Non qualifiée                    |
| 2009                             | Non qualifiée                    | Non qualifiée                    | Non qualifiée                    | Non qualifiée                    | Non qualifiée                    | Non qualifiée                    | Non qualifiée                    |
| 2011                             | Non qualifiée                    | Non qualifiée                    | Non qualifiée                    | Non qualifiée                    | Non qualifiée                    | Non qualifiée                    | Non qualifiée                    |
| 2013                             | Phase de groupes                 | 3                                | 0                                | 1                                | 2                                | 2                                | 5                                |
| 2015                             | Non qualifée                     | Non qualifée                     | Non qualifée                     | Non qualifée                     | Non qualifée                     | Non qualifée                     | Non qualifée                     |
| 2017                             | Non qualifée                     | Non qualifée                     | Non qualifée                     | Non qualifée                     | Non qualifée                     | Non qualifée                     | Non qualifée                     |
| 2019                             | Non qualifée                     | Non qualifée                     | Non qualifée                     | Non qualifée                     | Non qualifée                     | Non qualifée                     | Non qualifée                     |
| 2021                             | Non qualifée                     | Non qualifée                     | Non qualifée                     | Non qualifée                     | Non qualifée                     | Non qualifée                     | Non qualifée                     |
| 2023                             | Non qualifée                     | Non qualifée                     | Non qualifée                     | Non qualifée                     | Non qualifée                     | Non qualifée                     | Non qualifée                     |
| 2025                             | Quart de finale                  | 4                                | 1                                | 1                                | 2                                | 4                                | 5                                |
| Total                            | 0/11                             | 11                               | 2                                | 4                                | 5                                | 12                               | 15                               |

### Championnat des juniors de l’UNNIFAC
| Championnat U-20 de l'UNIFFAC | Championnat U-20 de l'UNIFFAC | Championnat U-20 de l'UNIFFAC | Championnat U-20 de l'UNIFFAC | Championnat U-20 de l'UNIFFAC | Championnat U-20 de l'UNIFFAC | Championnat U-20 de l'UNIFFAC | Championnat U-20 de l'UNIFFAC |
| An                            | Résultat                      | J                             | G                             | N                             | P                             | BP                            | BE                            |
| ----------------------------- | ----------------------------- | ----------------------------- | ----------------------------- | ----------------------------- | ----------------------------- | ----------------------------- | ----------------------------- |
| 2020                          | Phase de groupes              | 2                             | 0                             | 1                             | 1                             | 2                             | 3                             |
| 2022                          | Phase de groupes              | 3                             | 0                             | 1                             | 2                             | 1                             | 5                             |
| 2023                          | Finale                        | 3                             | 2                             | 0                             | 1                             | 6                             | 5                             |
| 2024                          | Champion                      | 4                             | 3                             | 1                             | 0                             | 6                             | 4                             |
| Total                         | 1/4                           | 12                            | 5                             | 3                             | 4                             | 15                            | 17                            |

## Palmarès
- UNIFFAC U20 :
  -  Vainqueur en 2024
  -  Finaliste en 2023

## Sélectionneurs
- 1999  Guillaume Ilunga
- 2004-2005  Louis Watunda
- 2012-2013  Baudouin Lofombo
- 2013  Sébastien Migné
- 2015-2016  Otis N'goma
- 2020  Denis Makenga
- 2020-2021  Éric Tshibasu
- 2021-2023  Michél Mazingu-Dinzey[7]
- 2023-  Guy bukasa

## Effectif actuel
Voici la liste des 24 joueurs sélectionnés pour la CAN des moins des 20 ans.
Sélections et buts actualisés le 7 mai 2025 après le match contre la Centrafrique